# VCloud Air
vCloud Airは、VMware社のクラウドサービスである。
日本では、VMwareとソフトバンクテレコム株式会社およびソフトバンクコマース&サービス株式会社が設立した、ヴイエムウェア ヴイクラウドサービス合同会社が展開するサービスである。

## クラウドサービス形態
日本においては、IaaSサービスのみが提供されていたが、2015年6月よりDaaSサービス「Horizon Air」の提供が開始された。
今後やDBaaSや監視系サービス(vRealize Air)などのリリースが予定されている。
また、Google Cloud Engineとの提携により、一部PaaSサービス(Object Storage、DNS等)をGoogleより提供を受けサービスを行っている。

## 特徴
vCloud Airは他のIaaSサービスと異なり、リソース単位での固定金額の利用料金のものと、従量課金型のVPC Ondemadnの2つの販売体系が存在する。
固定金額タイプは、リソース内であればvCPUやvRAMなどを仮想マシンを自由に割り当てることができる。また、通信トラフィックも課金対象ではないため見積積算がしやすく、稟議書決裁での予算確保の形をとる日本においては、利用しやすいサービスである。また、アカデミック向けの価格体系があるなど、他のクラウドサービスと違う一面もある。
従量課金型は、他社のクラウドサービスと同様にリソースを利用した分が請求される仕組み。ただし、トラフィックに関しては課金されない仕組みとなっている。
上記いずれのサービスも仮想マシンは、いわゆるサイズが存在せず、vCPUやvRAM、HDDに関しては、自分の好きなスペックで構成することができる。

## サービス概要
vCloud Airの基本サービスには以下のものがある。
- Dedicated Cloud (占有型クラウド)
- Virtual Private Cloud (仮想プライベートクラウド)
- Disaster Recovery (DRaas)
- VPC Ondemand (従量型仮想プライベートクラウド）

### Dedicated Cloud
通称DCと呼ばれる、占有型のサービス。リソースを他の契約者と共有しないため、ハイパフォーマンスなリソースの利用とクラウド共有環境におけるソフトウェアのライセンスに抵触せずにクラウド利用が可能となる。
価格は、「989,319円～／月」から

### Virtual Private Cloud
通称VPCと呼ばれる、他の契約者とリソースを共有する一般的なIaaSクラウドサービス。
価格は、「110,385円～／月」から

### Disaster Recovery
通称DRと呼ばれる、オンプレミスに設置されたvSphere基盤にある仮想マシンをvCloud Air上にDRとして設置できるサービス。レプリケーションには、vSphere Replicationをオンプレミス側に展開する必要がある。
価格は、「91,508円～／月」から

### Virtual Private Cloud Ondemand
通称Ondemandと呼ばれる、他の契約者とリソースを共有する一般的なIaaSクラウドサービス。
VPCが固定料金に対して、こちらはリソースの利用従量課金型

## 各リソース貸出型サービスの最小構成
| -            | Dedicate Cloud           | Virual Private Cloud     | Distaster Recovery          |
| ------------ | ------------------------ | ------------------------ | --------------------------- |
| タイプ       | 占有型パブリッククラウド | 共有型パブリッククラウド | DRaaS（ディザスタリカバリ） |
| vCPU         | 30GHz vCPU               | 10GHz vCPU               | 10GHz vCPU                  |
| vRAM         | 120GB vRAM               | 20GB vRAM                | 20GB vRAM                   |
| HDD          | 6TB (HDD/SSD)            | 2TB (HDD/SSD)            | 1TB(HDD)                    |
| WAN回線      | 50Mbps保証               | 10Mbps保証               | 10Mbps保証                  |
| バースト     | 1Gbpsバースト            | 50Mbpsバースト           | 50Mbpsバースト              |
| グローバルIP | 3                        | 2                        | 2                           |

※価格については2015年6月現在